# ليبريتد
ليبريتد (بالإنجليزية: Liberated)‏ هي لعبة فيديو بولندية، طورتها أتوميك وُولف، ونشرها ووكّ أباوت غيمز، صدرت اللعبة في الأسواق سنة 2020، وتعمل على منصتي مايكروسوفت ويندوز ونينتندو سويتش.